# Alex G
Александр Джаннасколи (род. 3 февраля 1993, Хейвертаун, Пенсильвания), более известный под своим сценическим псевдонимом Alex G или, ранее (Sandy) Alex G, — американский музыкант, продюсер и автор песен. Он начал свою карьеру с самостоятельных релизов DIY на Bandcamp. Первую известность приобрёл со своего дебютного альбома DSU (2014), выпущенного на Orchid Tapes и получившего признание критиков в различных изданиях. Позже он подписал контракт с лейблом Lucky Number, который переиздал его более ранний альбом Rules and Trick (2012). В 2015 году он подписал контракт с Domino Recording Company и выпустил свой шестой студийный альбом Beach Music. За ним последовал альбом Rocket, вышедший в 2017 году и получивший дальнейшее признание. Восьмой студийный альбом Джаннасколи House of Sugar вышел в 2019 году, а его девятый альбом God Save the Animals вышел 23 сентября 2022 года.

## Биография
Александр Джаннасколи родился в 1993 году в Хейвертауне, штат Пенсильвания. В 11 лет он научился играть на гитаре своего брата и начал записывать музыку. Во время учёбы в средней школе Хаверфорда, Джаннасколи записал два альбома, которыми поделился с друзьями. Он экспериментировал с разными музыкальными стилями, создавая музыку, включавшую в себя микс из нескольких жанров: «готическое техно», которое он делал со своей сестрой в их группе MOTHER, а также проекты с участием его школьной группы The Skin Cells, описанные им как «поп-рок, который случайно превратился в панк». В 2011 году Джаннасколи поступил в Университет Темпл, где изучал английский язык в надежде стать учителем, но в конце концов бросил учёбу, чтобы продолжить музыкальную карьеру.
После самостоятельного выпуска различных альбомов, EP и синглов на Bandcamp с 2010 по 2012 год популярность Джаннасколи распространилась благодаря сарафанному радио, блогам и упоминаниям других музыкантов. The Fader назвал Джаннасколи «лучшим тайным автором песен в Интернете». Это привело к тому, что лейбл Orchid Tapes подписал контракт с Джаннасколи и помог с выпуском его альбома DSU (2014), который получил признание музыкальных критиков. После выпуска альбома Джаннасколи отправился в турне по Северной Америке и Европе. В ноябре Lucky Number выпустил DSU в Европе во всех форматах с двумя новыми бонус-треками. Позже лейбл также переиздал два его предыдущих релиза, Rules и Trick 2012 года.
В 2015 году Джаннасколи подписал контракт с Domino Recording Company и 9 октября выпустил свой дебютный альбом на лейбле под названием «Beach Music» В следующем году Джаннасколи работал с Фрэнком Оушеном над его альбомами Endless и Blonde, предоставив гитарные партии и аранжировки для нескольких песен.
2 марта 2017 года Джаннасколи объявил, что его второй альбом с Domino под названием Rocket выйдет 19 мая, и на нем были представлены первые два сингла, «Bobby» и «Witch». 4 апреля Джаннасколи объявил о смене своего сценического имени с Alex G на (Sandy) Alex G без дальнейших объяснений и поделился ещё одним синглом с альбома «Proud». Музыкальное издание Spin объяснило изменение имени юридическим конфликтом с певцом и ютубером Алексом Блю, который в то время работал под торговой маркой Alex G. 4 мая перед выходом альбома он выпустил ещё два сингла «Brick» и «Sportstar». Rocket получил признание музыкальных критиков и появился в списках лучших альбомов 2017 года в нескольких публикациях
Восьмой студийный альбом Джаннасколи «House of Sugar» вышел 13 сентября 2019 года. Альбом получил положительные отзывы и занял 17-е место в списке лучших альбомов Pitchfork в конце года. В июне 2020 года он отказался от «(Sandy)» в своем сценическом псевдониме, вернувшись к Alex G.
Джаннасколи написал музыку к фильму «Мы все идем на Всемирную ярмарку», вышедшему на экраны 8 апреля 2022 года
Девятый студийный альбом Джаннасколи «God Save the Animals» был выпущен 23 сентября 2022 года.

## Музыкальный стиль и жанр
Музыку Джаннасколи часто характеризуют как инди-рок с влиянием лоу-фай из-за того, что он записывает всю свою музыку самостоятельно у себя дома. Его часто сравнивают с певцом и автором песен Эллиоттом Смитом, который оказал на него влияние. Среди других сравнений — Built to Spill и The Martinis. The Philadelphia Inquirer похвалил его, назвав «особо одарённым автором», чьи «нечеткие, иногда искаженные песни, восходящие к группам 1990-х годов, таким как Pavement, не могут скрыть его мастерства поп-мастера и создателя эллиптических повествований, которые призывают к повторному прослушиванию». Он заявлял, что его творческий процесс состоит из того, что он обычно работает один в своей комнате со своей гитарой, а позже добавляет другие инструменты. Когда его спросили о работе в профессиональной студии звукозаписи, он ответил: «Я чувствую, что в конечном итоге мне придется это сделать, но я просто не хочу. Потому что я не знаю, как работать со всем этим, и я не хочу, чтобы кто-то меня контролировал. Я просто хочу следовать своим собственным идеям, и мне неудобно делать это по-другому».

## Дискография

### Студийные альбомы
- Race (2010)
- Winner (2011)
- Rules (2012)
- Trick (2012)
- DSU (2014)
- Beach music (2015)
- Rocket (2017)
- House of Sugar (2019)
- God save the animals (2022)
- Headlights (2025)